# Артиг (Арјеж)
Артиг (фр. Artigues (Ariège)) је насељено место у Француској у региону Миди Пирене, у департману Арјеж.
По подацима из 2011. године у општини је живело 49 становника, а густина насељености је износила 3,94 становника/km².

## Демографија
| 1962. | 1968. | 1975. | 1982. | 1990. | 2011. |
| ----- | ----- | ----- | ----- | ----- | ----- |
| 67    | 60    | 50    | 29    | 21    | 49    |